# Igor Protti
Igor Protti (Rimini, 24 settembre 1967) è un dirigente sportivo ed ex calciatore italiano, di ruolo attaccante.
Soprannominato lo Zar, è stato, assieme a Dario Hübner, l'unico giocatore ad ottenere il titolo di capocannoniere in Serie A (con la maglia del Bari), in Serie B e in Serie C1 (con quella del Livorno), nonché l'unico nella storia a laurearsi capocannoniere della Serie A giocando per una squadra (il Bari) poi retrocessa.

## Biografia
Il 27 marzo 2007 riceve la cittadinanza onoraria di Livorno, e il giorno dopo quella di Bari.
Mentre è ancora in attività agonistica, diventa testimonial dell'Unicef. Nel maggio 2009, nell'ambito di un progetto di beneficenza, interpreta una versione narrata de La bohème di Puccini al Teatro I 4 mori di Livorno. Con la compagnia teatrale Mayor Von Frinzius, composta da 80 attori dei quali metà portatori di handicap psichico, porta in scena nello stesso mese al Teatro Carlo Goldoni di Livorno lo spettacolo "Agàpe - ti manca chi c'è, t'innamori di chi manca", per la regia di Lamberto Giannini.

## Carriera

### Calcio

#### Giocatore

Un giovane Protti con la maglia del Rimini nella stagione 1984-1985

Inizia la propria carriera in Serie C1 nel Rimini, squadra della sua città, debuttando sedicenne in prima squadra il 27 maggio 1984. Quasi diciottenne viene acquistato dal Milan che lo cede in prestito al Livorno, dove poi rimane per tre stagioni; nell'ultimo anno in maglia amaranto inizia a mettersi in luce in fase realizzativa ed un suo gol all'ultima giornata salva la squadra dalla retrocessione. Dopo una breve parentesi alla Virescit Bergamo dove continua a fare bene, viene acquistato dal Messina, con cui esordisce in Serie B, segnando 31 gol in tre anni e diventando sin da subito il beniamino della tifoseria, prendendo il posto di Salvatore Schillaci passato alla Juventus. La terza stagione in Sicilia termina con la retrocessione della squadra in Serie C1; nonostante ciò Protti, molto legato ai tifosi giallorossi, si dichiara disposto a restare, ma la dirigenza gli comunica che la sua cessione è necessaria per salvare il Messina dal fallimento.

Protti in azione al Messina nel campionato 1989-1990

Nel giugno 1992 passa così al Bari, ancora in serie B, per sei miliardi e mezzo di lire: dopo due positive stagioni fra i cadetti (la seconda condizionata da un grave infortunio al crociato che gli fa saltare metà stagione), è promosso con i pugliesi in Serie A. Nella stagione 1994-1995 segna il suo primo gol e la sua prima doppietta in massima serie nella partita contro il Genoa; quell'anno realizza 7 reti, ma non è titolare fisso e fa spesso staffetta con Guerrero. Nel corso della stagione successiva conquista subito il posto a suon di gol: a fine campionato raggiunge quota 24 che gli valgono, a pari merito con Giuseppe Signori, il titolo di capocannoniere di Serie A; segna una tripletta contro la Lazio e doppiette contro Inter (potente tiro dal limite dell'area di rigore e gol di testa dopo una traversa colpita da Kennet Andersson), Lazio, Atalanta, Cremonese e Juventus. 
Grazie a questo exploit Protti fu in lizza per un posto tra i convocati in nazionale per Euro '96, come dichiarò il CT Arrigo Sacchi, che però alla fine lasciò a casa i due capocannonieri della Serie A e Roberto Baggio, preferendo loro Enrico Chiesa. 
I gol di Protti non basteranno comunque a salvare il Bari (mai nella storia del campionato italiano di Serie A un capocannoniere era appartenuto a una squadra retrocessa), che sarà costretto a cedere alla Lazio il calciatore per 7 miliardi di lire. Riguardo a quella trattativa di mercato, Protti ha rivelato molti anni dopo che egli era stato molto vicino a firmare con l'Inter, ma prima di poterlo tesserare i nerazzurri avevano la necessità di cedere Iván Zamorano: non essendo riusciti a vendere il cileno, si ritirarono dalla trattativa e così egli si accasò con il team romano. 
Dopo un campionato alla Lazio in cui non sempre è titolare e spesso entra a partita in corso, riuscendo comunque a a segnare 7 gol, tra cui uno che permette di pareggiare allo scadere il derby di ritorno contro la Roma, i  biancocelesti lo cedono in prestito al Napoli. Gioca nella società partenopea indossando la maglia numero 10 ed è l'ultimo giocatore del Napoli ad aver segnato in Serie A con questa maglia prima che fosse ritirata nel 2000 in onore di Diego Armando Maradona . La stagione per il Napoli è disastrosa: arriva ultimo con soli 14 punti e retrocede in serie B. Anche per Protti la stagione è negativa con soli 4 gol realizzati, complici problemi alla caviglia che lo costringono a giocare sotto infiltrazioni fino ad aprile, quando viene operato saltando la parte finale del campionato.
Nel 1998 ritorna alla Lazio, che in ottobre lo cede in prestito alla Reggiana, fra i cadetti, squadra che aveva ambizioni di promozione, ma che concluse la stagione con una clamorosa retrocessione, nonostante il contributo di Protti che riuscì comunque a realizzare 8 reti in 24 presenze. 
Nel 1999 Protti passa al Livorno, in Serie C1: torna così in amaranto dopo undici anni. Il primo anno segna 11 gol, mentre nel secondo (stagione 2000-2001) 20 gol, laureandosi capocannoniere del girone A; tuttavia la squadra fallisce la promozione perdendo in finale play-off contro il Como. Nella stagione successiva Protti replica il successo precedente divenendo capocannoniere per la seconda volta consecutiva con 27 reti, sfiorando anche il record assoluto di gol per la Serie C1 (titolo detenuto da Andrea De Florio con 28 reti). Per la terza volta ottiene il titolo di capocannoniere e i suoi 27 gol portano il Livorno in Serie B dopo trentun anni. 
Alla sua prima stagione tra i cadetti con gli amaranto, Protti diventa capocannoniere della Serie B con 23 reti, divenendo così l'unico calciatore (insieme a Dario Hübner) ad aver vinto le classifiche marcatori di tutte le categorie professionistiche: Serie A nel 1995-1996, Serie B nel 2002-2003 e Serie C1, nei due anni che vanno dal 2000 al 2002. Al termine di quel campionato Protti annuncia il ritiro dal calcio giocato, ma tifosi, compagni e allenatore riescono a fargli cambiare idea. Nella stagione seguente 2003-2004 mette a segno 24 gol, che insieme ai 29 del compagno Lucarelli, sono decisivi per il ritorno dopo cinquantaquattro anni del Livorno in Serie A. 
Protti torna così a calcare i campi di Serie A a 37 anni, segnando 6 gol. Durante la stagione annuncia il ritiro a fine campionato. La sua ultima partita è Livorno-Juventus (2-2), nella quale Protti segna l'ultimo gol della propria carriera e lascia la fascia di capitano a Cristiano Lucarelli. 
Nella storia del Livorno Protti è il terzo giocatore per maggior numero di presenze e il secondo per maggior numero di gol in campionato. Dopo la partita Livorno-Milan del 21 dicembre 2005 il Livorno ritira la maglia numero 10 in suo onore. Il 20 luglio 2007, tuttavia, Protti acconsente a rimandare in campo tale maglia, lasciandola indossare a Francesco Tavano.

#### Dirigente sportivo
Pur avendo conseguito il patentino per allenare formazioni giovanili e di Lega Pro Seconda Divisione, non intraprende mai la carriera in panchina. Dopo il ritiro dall'attività agonistica, invece, si indirizza verso la carriera dirigenziale.
Il 18 giugno 2015 diventa direttore sportivo del Tuttocuoio; il 26 aprile 2016 viene esonerato insieme al suo staff, formato dall'allenatore Lucarelli, dal vice Vanigli e dal collaboratore tecnico Conticchio. Il successivo 24 giugno viene nominato club manager del Livorno. Dopo essere tornato in Serie B e aver avuto come allenatore di nuovo Lucarelli, al termine della stagione 2018-2019 lascia il club amaranto.
Il 18 agosto 2021 torna a rivestire i panni dirigenziali come club manager della rinata Unione Sportiva Livorno 1915 (società fondata in seguito all'esclusione da tutti i campionati della vecchia A.S. Livorno Calcio causa inadempienze finanziarie), iscritta al campionato di Eccellenza Toscana e immediatamente promossa in Serie D. 
Alla fine della stagione 2022-2023, termina ufficialmente la sua avventura dirigenziale con la società labronica.

### Beach Soccer
Con altri giocatori celebri, il 2 luglio 2010 prende parte alla Nazionale italiana di beach soccer nel quadrangolare della Coppa del Mediterraneo, segnando un goal e aggiudicandosi con la squadra la competizione contro Austria, Germania e Olanda.

## Statistiche
Durante la sua carriera, Protti ha giocato globalmente più di 669 partite segnando più di 257 reti, alla media di 0,38 gol a partita.

### Presenze e reti nei club
| Stagione        | Squadra          | Campionato      | Campionato | Campionato | Coppe nazionali | Coppe nazionali | Coppe nazionali | Coppe continentali | Coppe continentali | Coppe continentali | Altre coppe | Altre coppe | Altre coppe | Totale | Totale |
| Stagione        | Squadra          | Camp            | Pres       | Reti       | Camp            | Pres            | Reti            | Camp               | Pres               | Reti               | Camp        | Pres        | Reti        | Pres   | Reti   |
| --------------- | ---------------- | --------------- | ---------- | ---------- | --------------- | --------------- | --------------- | ------------------ | ------------------ | ------------------ | ----------- | ----------- | ----------- | ------ | ------ |
| 1983-1984       | Rimini           | C1              | 2          | 0          | CI-C            | ?               | ?               | -                  | -                  | -                  | -           | -           | -           | 2+     | 0+     |
| 1984-1985       | Rimini           | C1              | 5          | 0          | CI-C            | ?               | ?               | -                  | -                  | -                  | -           | -           | -           | 5+     | 0+     |
| Totale Rimini   | Totale Rimini    | Totale Rimini   | 7          | 0          |                 | ?               | ?               |                    | -                  | -                  |             | -           | -           | 7+     | 0+     |
| 1985-1986       | Livorno          | C1              | 25         | 2          | CI-C            | ?               | ?               | -                  | -                  | -                  | -           | -           | -           | 2+     | 0+     |
| 1986-1987       | Livorno          | C1              | 21         | 1          | CI-C            | ?               | ?               | -                  | -                  | -                  | -           | -           | -           | 21+    | 1+     |
| 1987-1988       | Livorno          | C1              | 29         | 9          | CI+CI-C         | ?+8             | ?+5             | -                  | -                  | -                  | -           | -           | -           | 37+    | 14+    |
| 1988-1989       | Virescit Bergamo | C1              | 31         | 10         | CI+CI-C         | ?+?             | ?+?             | -                  | -                  | -                  | -           | -           | -           | 31+    | 10+    |
| 1989-1990       | Messina          | B               | 36         | 12         | CI              | 4               | 3               | -                  | -                  | -                  | -           | -           | -           | 40     | 15     |
| 1990-1991       | Messina          | B               | 35         | 9          | CI              | 3               | 1               | -                  | -                  | -                  | -           | -           | -           | 38     | 10     |
| 1991-1992       | Messina          | B               | 35         | 10         | CI              | 1               | 0               | -                  | -                  | -                  | -           | -           | -           | 36     | 10     |
| Totale Messina  | Totale Messina   | Totale Messina  | 105        | 31         |                 | 8               | 4               |                    | -                  | -                  |             | -           | -           | 113    | 35     |
| 1992-1993       | Bari             | B               | 33         | 9          | CI              | 5               | 5               | -                  | -                  | -                  | -           | -           | -           | 38     | 14     |
| 1993-1994       | Bari             | B               | 18         | 6          | CI              | 1               | 0               | -                  | -                  | -                  | -           | -           | -           | 19     | 6      |
| 1994-1995       | Bari             | A               | 28         | 7          | CI              | 2               | 0               | -                  | -                  | -                  | -           | -           | -           | 30     | 7      |
| 1995-1996       | Bari             | A               | 33         | 24         | CI              | 1               | 0               | -                  | -                  | -                  | -           | -           | -           | 34     | 24     |
| Totale Bari     | Totale Bari      | Totale Bari     | 112        | 46         |                 | 9               | 5               |                    | -                  | -                  |             | -           | -           | 121    | 51     |
| 1996-1997       | Lazio            | A               | 27         | 7          | CI              | 3               | 0               | CU                 | 4                  | 0                  | -           | -           | -           | 34     | 7      |
| 1997-1998       | Napoli           | A               | 27         | 4          | CI              | 4               | 2               | -                  | -                  | -                  | -           | -           | -           | 31     | 6      |
| lug.-ott. 1998  | Lazio            | A               | 2          | 0          | CI              | 1               | 0               | CC                 | 0                  | 0                  | SI          | 0           | 0           | 3      | 0      |
| Totale Lazio    | Totale Lazio     | Totale Lazio    | 29         | 7          |                 | 4               | 0               |                    | 4                  | 0                  |             | 0           | 0           | 37     | 7      |
| ott. 1998-1999  | Reggiana         | B               | 24         | 8          | CI              | -               | -               | -                  | -                  | -                  | -           | -           | -           | 24     | 8      |
| 1999-2000       | Livorno          | C1              | 26         | 11         | CI-C            | 0               | 0               | -                  | -                  | -                  | -           | -           | -           | 26     | 11     |
| 2000-2001       | Livorno          | C1              | 36+4       | 20+2       | CI-C            | 5               | 4               | -                  | -                  | -                  | -           | -           | -           | 45     | 26     |
| 2001-2002       | Livorno          | C1              | 31         | 27         | CI+CI-C         | 1+1             | 0+1             | -                  | -                  | -                  | SL-C1       | 1           | 0           | 34     | 28     |
| 2002-2003       | Livorno          | B               | 37         | 23         | CI              | 3               | 3               | -                  | -                  | -                  | -           | -           | -           | 40     | 26     |
| 2003-2004       | Livorno          | B               | 46         | 24         | CI              | 1               | 1               | -                  | -                  | -                  | -           | -           | -           | 47     | 25     |
| 2004-2005       | Livorno          | A               | 27         | 6          | CI              | 3               | 1               | -                  | -                  | -                  | -           | -           | -           | 30     | 7      |
| Totale Livorno  | Totale Livorno   | Totale Livorno  | 278+4      | 123+2      |                 | 22+             | 15+             |                    | -                  | -                  |             | -           | -           | 304+   | 140+   |
| Totale carriera | Totale carriera  | Totale carriera | 617        | 231        |                 | 47+             | 26+             |                    | 4                  | 0                  |             | 1           | 0           | 669+   | 257+   |

## Palmarès

### Club
- Coppa Italia Serie C: 1

Livorno: 1986-1987
- Supercoppa italiana: 1

Lazio: 1998
- Campionato italiano Serie C1: 1

Livorno: 2001-2002 (girone A)

### Individuale
- Capocannoniere della Serie A: 1

1995-1996 (24 gol, insieme a Giuseppe Signori)
- Capocannoniere della Serie C1: 2

2000-2001 (20 gol)
2001-2002 (27 gol)
- Capocannoniere della Serie B: 1

2002-2003 (23 gol)
- Premio nazionale Andrea Fortunato nella categoria Lo Sport è Vita

2009